# Legion Pułaskiego
Legion Pułaskiego (ang. Pulaski’s Legion) – amerykański oddział wojskowy wchodzący w skład Armii Kontynentalnej, który brał udział w wojnie o niepodległość Stanów Zjednoczonych. Formowanie legionu rozpoczęło się 28 marca 1778 w Baltimore w stanie Maryland. Organizatorem i dowódcą oddziału był Polak, generał Kazimierz Pułaski.

## Geneza
Kazimierz Pułaski był jednym z polskich dowódców walczących w konfederacji barskiej. Po jej upadku w 1772 emigrował do zachodniej Europy, a następnie do Ameryki, gdzie włączył się do walk o niepodległość Stanów Zjednoczonych.
Awansował do stopnia generała brygady; powierzono mu wtedy dowództwo nad oddziałem kawalerii. Pułaski wykazał się swoimi zdolnościami w walce. Dochodziło jednak do nieporozumień między nim a jego amerykańskimi przełożonymi i podkomendnymi. Jedną z przyczyn było to, że Pułaski miał problemy z porozumiewaniem się po angielsku. Amerykanie niechętnie też patrzyli na to, że dowódcą jest cudzoziemiec. Obie strony miały odmienne zdania na temat użycia kawalerii. Amerykanie chcieli jazdę wykorzystywać przeważnie do działań rozpoznawczych, a Pułaski – do działań ofensywnych. Chciał też sformować oddział ułanów, czemu sprzeciwiali się Amerykanie. Ostatecznie więc w marcu 1778 złożył dymisję i udał się do Yorktown, gdzie spotkał się z generałem Horatio Gatesem. Za jego wstawiennictwem Kongres Kontynentalny zezwolił na sformowanie samodzielnego Legionu Pułaskiego. Przeznaczono na ten cel 105 tysięcy dolarów. Legion miał składać się z 200 żołnierzy lekkiej piechoty i 68 ułanów (Amerykanie nazywali ich lansjerami). Utworzenie oddziału ułanów uzbrojonego w lance było zupełną nowością w armii amerykańskiej, w której dotychczas działali jedynie dragoni. Oddział formowany był w Baltimore, a Pułaski ciągle zabiegał o środki na zwiększenie dowodzonej przez siebie jednostki. W sierpniu 1778 cały legion liczył 330 żołnierzy. Składał się z 3 kompanii jazdy i 3 kompanii piechoty. Kongres nie zapewnił wystarczających środków finansowych dla wyposażenia oddziału, więc Kazimierz Pułaski część wydatków pokrywał z własnych środków, popadając przy tym w długi. W czasie formowania legionu kładł duży nacisk na dyscyplinę i wyszkolenie.
W skład oddziału wchodzili żołnierze francuscy, niemieccy, amerykańscy i irlandzcy. Sporo było też dezerterów z armii heskiej i brytyjskiej. W legionie służyli również Polacy, między innymi: pułkownik Michał Kowacz (weteran wojny siedmioletniej, poległy pod Charleston), kapitan Jan Zieliński (poległy pod Savannah), kapitan Kotkowski (były konfederat barski) i Karol Litomski (prawdopodobnie adiutant Pułaskiego).
Legion posiadał własny sztandar w kolorze czerwonym. Złotymi literami wyszyto na nim 13 gwiazdek symbolizujących 13 zbuntowanych kolonii w Ameryce oraz napis „Non alius regit. Unita virtus fortior”, co znaczy „Niech obcy nie rządzi. Zjednoczone męstwo silniejsze”.

## Szlak bojowy
Legion Pułaskiego swój chrzest bojowy przeszedł w październiku 1778 podczas obrony zatoki Little Egg Harbour w stanie New Jersey. Oddział patrolował tereny nabrzeżne, aby uniemożliwić działanie brytyjskim siłom ekspedycyjnym, skierowanym w te rejony w celu zniszczenia amerykańskiej bazy statków kaperskich. Dezerter z Legionu Pułaskiego wskazał Brytyjczykom miejsce obozowania.
15 października 1778 Brytyjczycy zaatakowali w nocy wysuniętą placówkę, zabijając kilkudziesięciu śpiących legionistów. Pułaski ruszył przeciwko wrogom z głównego obozu, ale Brytyjczycy zdążyli już uciec na swoje statki. Następnie Legion skierowany został na północ nad rzekę Delaware do działań wymierzonych przeciwko Indianom sprzymierzonym z Brytyjczykami. Później oddział oddelegowano na front południowy w celu dołączenia do armii generała Benjamina Lincolna. W tym czasie Brytyjczycy zajęli stolicę Georgii Savannah i zagrażali niemal bezbronnemu miastu Charleston w stanie Karolina Południowa. Władze miasta skłaniały się do kapitulacji.
W maju 1779 Kazimierz Pułaski zaatakował brytyjską przednią straż zmierzającą do Charleston. Spowodował, że dowódca brytyjski odstąpił od swego planu i wycofał się. Z tego powodu uważa się, że Pułaski ocalił Charleston przed oblężeniem. Atak ten oraz dotarcie Legionu Pułaskiego do miasta zmieniło panujące w nim nastroje. Pułaski meldował potem, że w bitwie stracił 40 żołnierzy, podobna liczba zdezerterowała, ale zostało mu jeszcze 160 żołnierzy.
Na początku września 1779 Amerykanie zbliżyli się do Savannah i planowali zajęcie miasta. Na 9 października zaplanowano szturm na fortyfikacje. Połączone siły amerykańsko-francuskie miały zdobyć reduty. Po ich zdobyciu kawaleria Pułaskiego miała przegalopować do miasta w celu stworzenia atmosfery strachu i zamieszania za linią wroga. Szturm się nie powiódł, a w szeregach amerykańskich powstało zamieszanie. W czasie bitwy Kazimierz Pułaski wjechał pod ostrzał i został ranny kartaczem. Po kilku dniach zmarł. Po śmierci Pułaskiego jego legion w 1780 rozwiązano, a pozostałych żołnierzy włączono do Legionu Armanda, dowodzonego przez Francuza Charlesa Armanda Tuffina.